# Ioannis Sarmas
Ioannis Sarmas (en grec: Ιωάννης Σαρμάς, Cos,21 Μαρτίου 1957 ) és un jutge grec. És president del Tribunal de Comptes de Grècia des del 4 de novembre de 2019 i primer ministre de Grècia des del 25 de maig de 2023. S'espera que romangui al càrrec fins a la formació d'un nou govern en les pròximes eleccions de juny de 2023.

## Biografia
Va ser designat per a la presidència del Tribunal de Comptes de Grècia el 4 de novembre de 2019 per un període no renovable de quatre anys segons la Constitució de Grècia.
Va exercir com a oficial de reserva en les Forces Aèries de Grècia (1984-1986). Va estudiar dret a Atenes (1975-1979) i posteriorment va completar els seus estudis de postgrau i doctorat a París, entre 1980 i 1985.
Va començar a treballar al sistema judicial el 1987, primer al Consell d'Estat fins a 1993 i després al Tribunal de Comptes. Va ser membre i president d'un sector en el Tribunal de Comptes Europeu (2002-2013).

## Premis i reconeixements
Ha rebut doctorats honoraris de la Universitat Internacional de Grècia, la Universitat Panteion i la Universitat Aristòtil de Salònica en els camps de l'administració pública i el dret.